# Cantón de Bailleul-Suroeste
El cantón de Bailleul-Suroeste era una división administrativa francesa, que estaba situada en el departamento de Norte y la región de Norte-Paso de Calais.

## Composición
El cantón estaba formado por cinco comunas, más una fracción de la comuna que le daba su nombre:
- Bailleul (fracción)
- Berthen
- Flêtre
- Merris
- Méteren
- Vieux-Berquin

## Supresión del cantón de Bailleul-Suroeste
En aplicación del Decreto n.º 2014-167 de 17 de febrero de 2014, el cantón de Bailleul-Suroeste fue suprimido el 22 de marzo de 2015 y sus 6 comunas pasaron a formar parte del nuevo cantón de Bailleul.